# Achimenes grandiflora
Achimenes grandiflora  là một loài thực vật có hoa trong họ Tai voi. Loài này được (Schiede) DC. mô tả khoa học đầu tiên năm 1839.